# ウィリアム・コックス・レッドフィールド

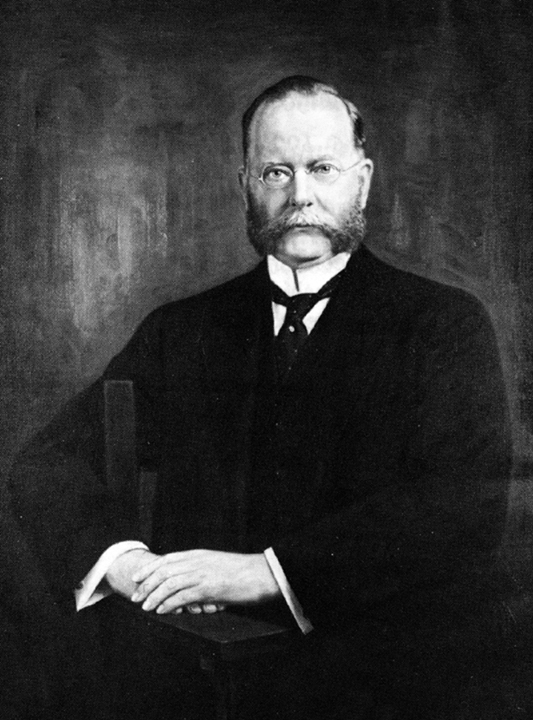
ウィリアム・C・レッドフィールド

ウィリアム・コックス・レッドフィールド（William Cox Redfield、1858年6月18日 - 1932年6月13日）は、アメリカ合衆国ニューヨーク州出身の民主党の政治家。

## 経歴
商務省と労働省に分割後の1913年から1919年まで初代商務長官として務めた。かつてレッドッフィールドは1911年から1913年まで下院議員を務め、1912年の大統領選では副大統領候補だった。
| 公職   | 公職                                                 | 公職                               |
| ------ | ---------------------------------------------------- | ---------------------------------- |
| 先代 - | アメリカ合衆国商務長官 1913年3月5日 - 1919年10月31日 | 次代 ジョシュア・W・アレグザンダー |